# Begonia puspitae
Espèce
Begonia puspitae est une espèce de plantes de la famille des Begoniaceae. L'espèce fait partie de la section Jackia.
Elle a été décrite en 2009 par Wisnu H. Ardi.